# アボカド日和-My Avocado Days-
『アボカド日和-My Avocado Days-』（アボカドびより マイ・アボカド・デイズ）は、2021年2月10日より、BS-TBSで放送されているテレビドラマ。

## 概要
一人暮らしの自宅での日常を通じてアボカドの魅力的な料理を紹介するワンシチュエーションドラマ。ラストに紹介された料理のレシピが添えられる。

## キャスト
- Season 1：傳谷英里香
- Season 2：岩永達也

## スタッフ
- 制作・著作 - BS-TBS

## 放送日程
- Season 1

| 話数  | 放送日  | サブタイトル（料理名）                       |
| ----- | ------- | -------------------------------------------- |
| 第1話 | 2月10日 | ホットアボカドアイス添え                     |
| 第2話 | 2月17日 | アボスープ                                   |
| 第3話 | 2月24日 | アボ豆腐グラタン                             |
| 第4話 | 3月3日  | アボカドのにんにく味噌がけ＆アボカドチップス |
| 第5話 | 3月10日 | アボカド玄米サラダ                           |
| 第6話 | 3月17日 | 梅アボおにぎり                               |
| 第7話 | 3月24日 | アボカドとささみのさっぱり和え               |
| 第8話 | 3月31日 | ワカモレステーキ                             |

- Season 2

| 話数  | 放送日  | サブタイトル（料理名）                         |
| ----- | ------- | ---------------------------------------------- |
| 第1話 | 4月7日  | アボカドサケ茶ずけ＆アボおろし                 |
| 第2話 | 4月14日 | アボカドツナの和風パスタ＆アボカドシャーベット |